# 杨博 (1968年)
杨博（1968年9月—），男，汉族，内蒙古达拉特旗人，中华人民共和国政治人物。内蒙古区委党校经济管理专业研究生毕业，高级管理人员工商管理硕士。现任中共黑龙江省委常委、组织部部长。

## 生平
1987年7月毕业于伊克昭盟师范学校普师专业，参加工作。1991年6月加入中国共产党。2010年9月，任内蒙古自治区人力资源和社会保障厅副厅长（2011年3月至2012年1月在中央党校中青年干部培训班学习）。2012年12月，任锡林郭勒盟行政公署副盟长；2014年10月，任满洲里市人民政府市长；2015年10月，任中共呼伦贝尔市委常委、满洲里市委书记；2016年6月，任中共内蒙古自治区党委副秘书长、办公厅主任；2018年3月，任阿拉善盟行政公署盟长；2018年9月，任中共阿拉善盟盟委书记。
2019年12月，转任中共佳木斯市委书记。2021年4月，升任黑龙江省人民政府副省长。2022年5月，任中共黑龙江省委常委、组织部部长。